# 20246 Frappa
20246 Frappa este un asteroid din centura principală de asteroizi.

## Descriere
20246 Frappa este un asteroid din centura principală de asteroizi. A fost descoperit pe 1 martie 1998 la Caussols în cadrul programului ODAS. Asteroidul prezintă o orbită caracterizată de o semiaxă mare de 2,30 ua, o excentricitate de 0,08 și o înclinație de 4,1° în raport cu ecliptica.